# César Serna
César Agustín Serna Sarabia (Paraguay, 20 de febrero de 1992) es un futbolista paraguayo. Juega de mediocampista y actualmente milita en el Deportivo Capiatá de la Primera División de Paraguay.

## Clubes
| Club              | País     | Año           |
| ----------------- | -------- | ------------- |
| Cerro Porteño     | Paraguay | 2011-2013     |
| Deportivo Capiatá | Paraguay | 2014-presente |